# Chiara Cainero
Chiara Cainero, född 24 mars 1978 i Udine, är en italiensk sportskytt.
Cainero blev olympisk guldmedaljör i skeet vid sommarspelen 2008 i Peking.